# Synasellus capitatus
Synasellus capitatus és una espècie de crustaci isòpode pertanyent a la família dels asèl·lids.
Es troba a la península Ibèrica: Portugal.